# Histoire de Maurice

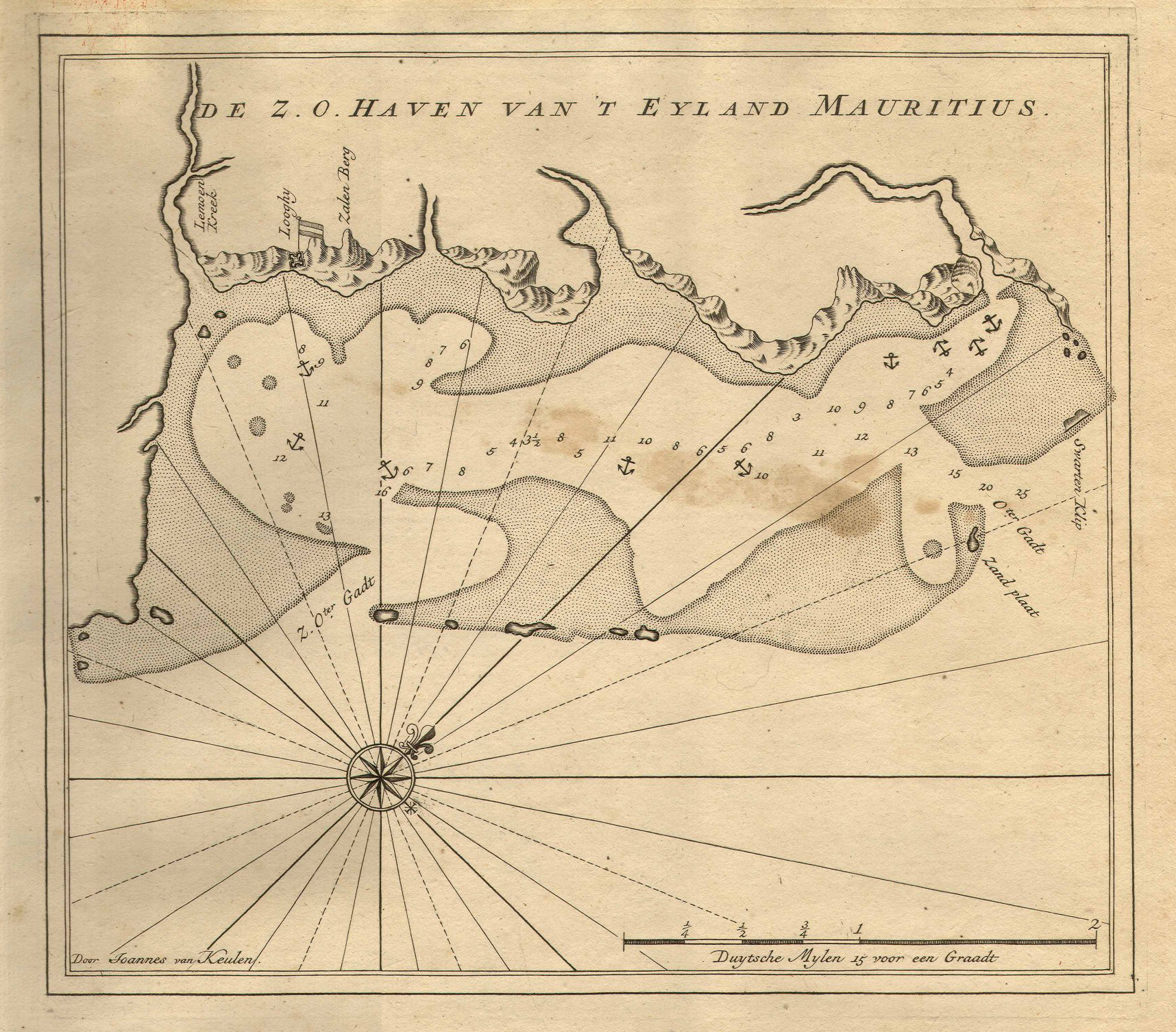
Carte hollandaise d'une côte de l'île Maurice (1753).

L'histoire de Maurice est l'histoire d'un ensemble de petites îles du Sud-Ouest de l'océan Indien aujourd'hui regroupées au sein de la république de Maurice.

## Avant 1500
Il est vraisemblable que les Austronésiens aient découvert l'archipel des Mascareignes, même s'ils n'y ont pas laissé de trace, car des études récentes,,, montrent qu'ils ont peuplé Madagascar entre 2000 et 1500 av. J.-C.. Le récit du capitaine persan Ibn Shahriyar renforce cette hypothèse, car il rapporte dans son Livre des merveilles de l'Inde qu’un marchand arabe vit arriver sur la côte du Mozambique, en 945, « un millier d’embarcations » montées par des Waq-Waq (Indonésiens actuels), venus y chercher des ressources et des esclaves.
Les Arabes découvrent probablement l'île Maurice au Moyen Âge, à une date inconnue. Ils en connaissent en tout cas l'existence, dans cette zone de Waq-Waq, puisque le planisphère de l'Italien Cantino, produit en 1502, fait apparaître l'île Maurice sous le nom arabe de Dina Arobi (île abandonnée) et l'île Rodrigues sous le nom de  Dina Mozare (île de l'Est) ; Saint-Brandon (écueils des Cargados Carajos) est noté bas-fonds.

## Période portugaise (1500c-1600c)
En 1494, le traité de Tordesillas laisse le champ libre aux Portugais en Afrique et dans l’océan Indien. Les Portugais détournent à leur profit le commerce des épices, de l’or, de l’ivoire et des esclaves. Cela porte un coup dur au commerce arabe et accélère la décadence des États musulmans de la Méditerranée. Les Portugais ne veulent plus dépendre des Arabes pour s’approvisionner en produits exotiques.
Dès 1500, ils entreprennent la conquête de tous les comptoirs arabes de la côte africaine de l’océan Indien. Des prises qui se feront par la force.
Ainsi dès le début du XVIe siècle, les Portugais prennent pied aux Mascareignes. Les historiens divergent sur le nom du découvreur et la date de l’événement :
- Diogo Dias (1450c(1515c) en 1500 ou 1505 ;
- Domingos Fernandez (?) en 1511 ;
- Pedro de Mascarenhas en 1513.

L’île de la Réunion est nommée Santa Apollonia, l’île Maurice Cirné, nom du navire du capitaine d'expédition Diogo Fernandes Pereira, et Rodrigues porte le nom de son découvreur Diogo Rodrigues.
Tout comme pour les Arabes, l’île Maurice, inhabitée, ne semble pas beaucoup intéresser les Portugais qui s’en servent uniquement pour y faire escale. Ils ne laissèrent trace de leur passage qu’à travers les noms qu’ils donnèrent à l’archipel et aux îles.

## Période hollandaise (1598~-1710)

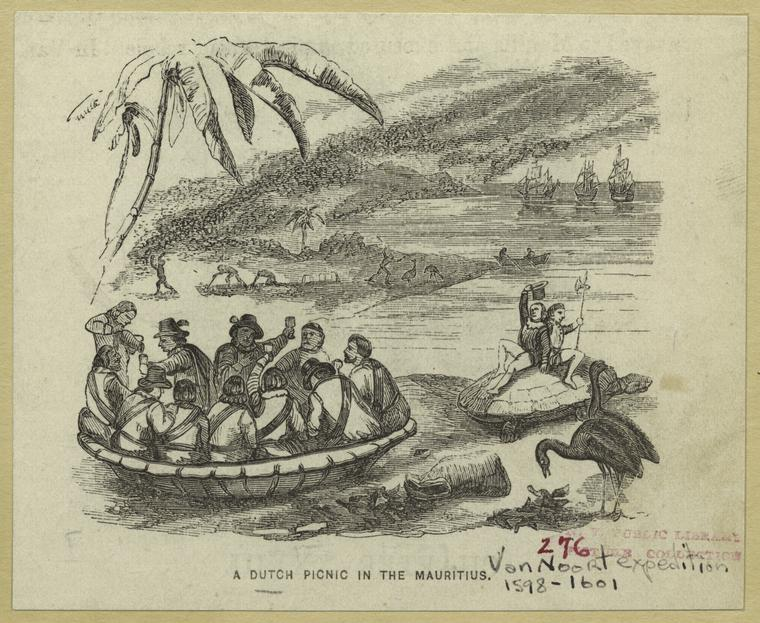
Le pique-nique des Hollandais aux premières heures de l'histoire humaine de Maurice.

Vers la fin du XVIe siècle, les marins hollandais de la Compagnie néerlandaise des Indes orientales commencent à sillonner l’océan Indien. Ils sont les premiers à reconnaître la grande valeur de l’île. D’une part, grâce à sa position géostratégique sur la route des Indes depuis l’Afrique du Sud. D’autre part, grâce à son climat favorable, sa faune et sa richesse en bois précieux.
À partir de cette époque, l’intérêt qu’ont porté les nations de marins pour l’île Maurice a crû, à commencer par les Danois, les Français et les Anglais. Les Hollandais envisagent alors d’annexer l’île afin d’en conserver les richesses.
En 1598, une escadre hollandaise, sous les ordres de l'amiral Wybrand van Warwyck, aborde l'Île Maurice qui est renommée Mauritius en l'honneur de Maurice de Nassau, le stathouder de Hollande. Un groupe de colons venus des établissements hollandais du Cap s'installent avec des esclaves d'origine africaine.
En 1638, un gouverneur et une vingtaine de familles y vivent. Mais la population hollandaise à Maurice va très peu augmenter au cours des années qui suivirent.
Afin de rentabiliser leur nouvel établissement de l'Île Maurice, les Hollandais développent vers 1641 le commerce des esclaves en provenance de Madagascar. Cependant, peu d'esclaves malgaches sont acheminés vers Maurice durant l'occupation hollandaise.
À la fin du XVIIe siècle, il se trouve sur l’île environ deux cents Hollandais et entre cinq cents et mille esclaves de Madagascar, d’Afrique, d'Inde et de Java dont les descendants, plus ou moins métissés, constituent la population dite créole.
En 1710, les Hollandais abandonnent volontairement Maurice, après avoir pillé la faune et la flore locale. La chasse intensive et l'introduction d'espèces prédatrices (telles que les chats, rats, chiens et autres) a fait disparaître des espèces animales comme le célèbre dodo (apparenté aux pigeons et appartenant à la famille des raphidés) ou l'espèce endémique de tortue géante.
Deux perspectives historiques : selon une, les Hollandais abandonnent volontairement Maurice pour des raisons de manque de perspective ; pour l'autre, les Hollandais se font chasser de l'île par les nègres marrons désormais présents sur l'île.
L’abattage systématique des arbres a quasiment épuisé les ressources en bois précieux (causant en particulier l'épuisement du bois d'ébène). Les cyclones tropicaux récurrents détruisent les plantations, les rats, les chèvres et les cochons, importés, ont bouleversé l’équilibre naturel et engendré des ravages parmi les espèces autochtones. Dans le même temps, la nouvelle colonie installée par les Hollandais au cap de Bonne-Espérance semble promettre des perspectives de développement bien supérieures.
D’un point de vue linguistique, il reste du passage des Hollandais sur l’île uniquement quelques toponymes : outre le nom de l’île lui-même, les districts des plaines Wilhems et de Flaq ou le Pieter Both.

## Période française (1715-1810)

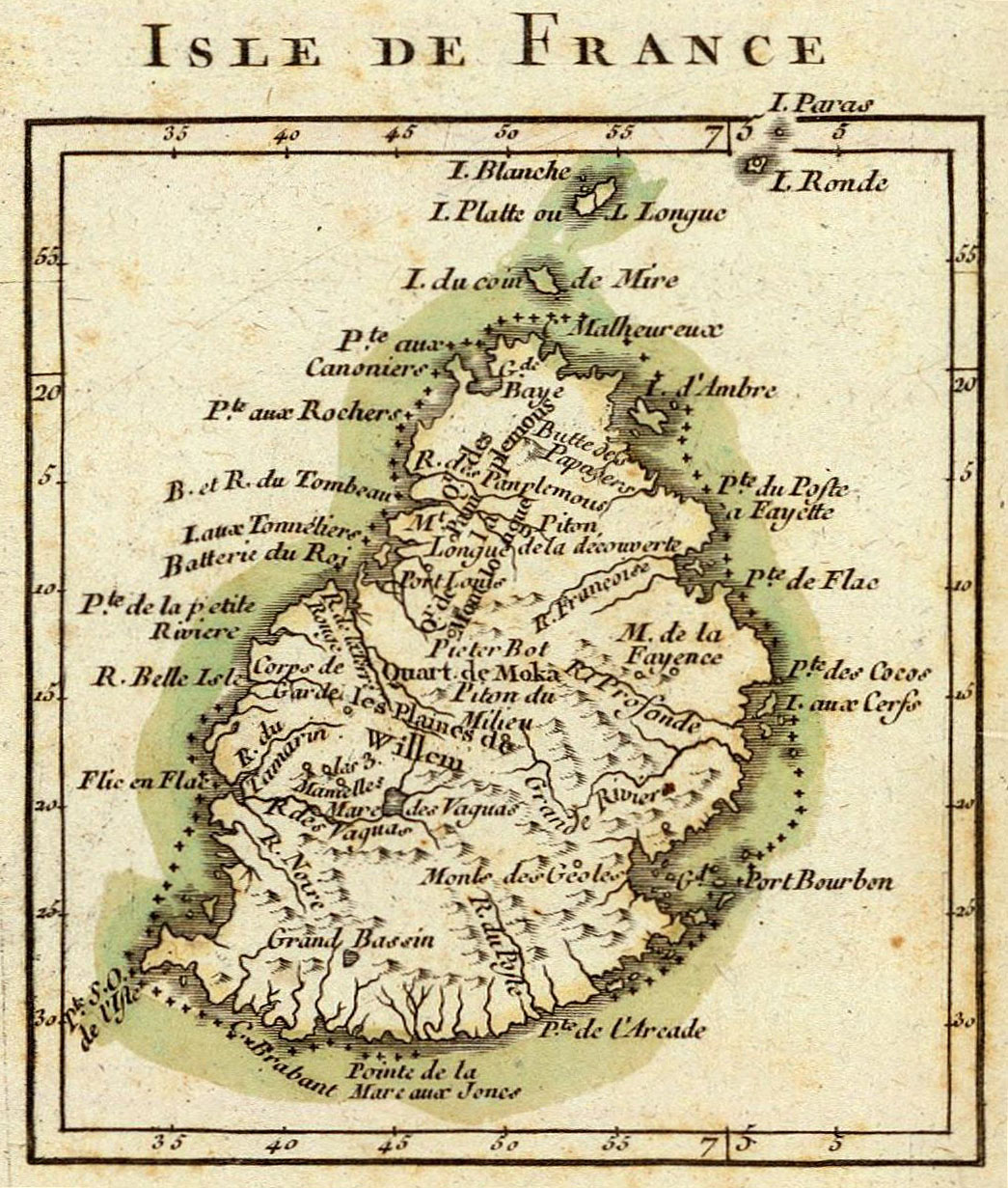
Carte de la fin du XVIIIe siècle.

Les Français s'installent pour la première fois dans l’océan Indien en 1643, sur la pointe sud de Madagascar, dans la garnison de Fort-Dauphin. De là, des mutins sont envoyés à plusieurs reprises en exil à l’île Maurice où le nombre de Hollandais restait faible. À partir de 1663, on note les premières tentatives françaises d’habiter durablement l’île. Après quelques péripéties, deux Français et dix esclaves s’y installent. Au cours des décennies suivantes n’arrivent que des groupes isolés de colons à Maurice, en provenance de Bretagne et de Madagascar.
En septembre 1715, la France, dont le commerce avec les Indes orientales est harcelé par la piraterie qui sévit dans la région, envoie un bateau de guerre stationner à Maurice afin d'en prendre possession. Cela ne présente pas de difficultés particulières, les Hollandais ayant presque totalement quitté l’île en 1710. Le Malouin Guillaume Dufresne d'Arsel est chargé de cette mission par le Secrétaire d'État à la Marine, Pontchartrain, et prend possession de l'île au nom de Louis XIV le 20 septembre. Dès lors, Maurice est rebaptisé « l’Isle de France ». Il ne s’agit pas pour la France de faire de l’île une colonie de peuplement, mais de disposer d’une base arrière afin de sécuriser les transports commerciaux avec les Indes.
En 1721, l’administration de Maurice est confiée à la Compagnie française des Indes orientales qui prend possession de l’île dans le but de la coloniser et y installe quinze colons et un prêtre. Puis d’autres colons et esclaves sont envoyés depuis La Réunion, la France métropolitaine et Madagascar. Pour concurrencer les autres pays européens, Louis XIV et Colbert ont créé la Compagnie des Indes orientales en 1664. Afin d'attirer des capitaux, ils lui ont accordé un monopole commercial dans l'océan Indien pendant 50 ans et lui ont cédé la souveraineté sur Madagascar, ainsi que sur les îles voisines et les futurs territoires à conquérir. En 1725, les Français annexent l'île Rodrigues qui est occupée en permanence à partir de 1735. Par ailleurs, l'île Bourbon (appelée aujourd'hui La Réunion) reçoit ses premiers colons en 1665.
« La première langue qui parvint à Maurice fut donc le français, ou plus exactement des dialectes des régions côtières de la France […] Du contact entre les colons français et leurs esclaves naquit bientôt le parler créole, un créole à base lexicale française dont les premières attestations imprimées datent de 1749 et 1769. »

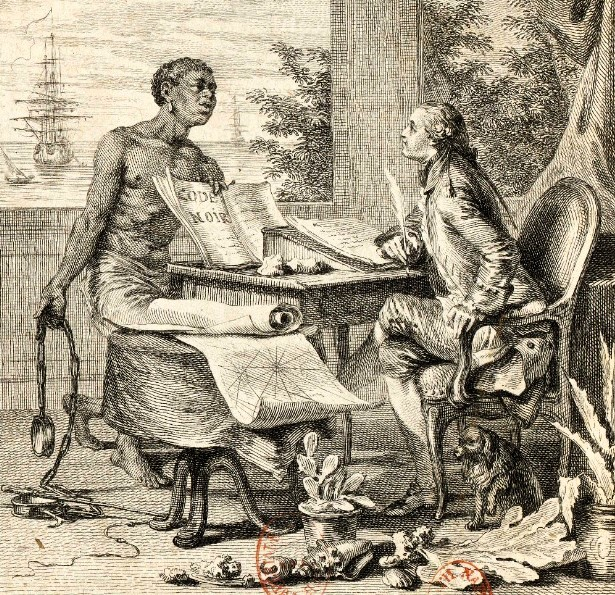
Frontispice du Voyage à l'Isle de France de Bernardin de Saint-Pierre, 1773.

Dès le début de la colonisation française à l'île de France, surtout entre 1721 et 1735, plusieurs centaines d'esclaves (entre 400 et 600), en provenance du Sénégal et de la Guinée, arrivent sur l'île. 
En 1723, le célèbre Code noir de 1685 est adapté à l'usage des Mascareignes et les lettres patentes de Louis XV, en forme d'édit, sont enregistrées à l'île Bourbon (La Réunion) dans la ville de Saint-Paul, le 18 septembre 1724, par le Conseil supérieur de Bourbon. 
Ce nouveau Code noir adapté à la situation de l'île Bourbon et de l'île de France favorise, dès 1725, l'arrivée de milliers d'esclaves provenant en majorité de l'île de Madagascar et de l'Afrique orientale pour y cultiver le café et les plantes à épices. 
Cette main-d'œuvre abondante parait nécessaire pour permettre à la Compagnie des Indes orientales de poursuivre l'expansion économique de l'Océan Indien.

### La Bourdonnais impose la suprématie française dans la région (1735-1746)
Il faut attendre l’arrivée d’un nouveau gouverneur, le comte Mahé de La Bourdonnais, pour que la nouvelle colonie commence à prospérer. 
Son arrivée en 1735 marque le début de la période de suprématie française dans l’océan Indien. Il fait construire des fortifications et un port à l’emplacement de ce qui est aujourd’hui Port-Louis et y déplace son quartier général. 
Cinq navires de guerre, 1 200 marins et 500 soldats sont stationnés là. 
Des marins (surtout originaires de Bretagne et de Normandie) s'installent sur l'île et y font souche.
Les premiers entrepôts et magasins sont ouverts. 
Port-Louis s'étend et devient le chef-lieu des établissements français de toute la région.
Mahé de La Bourdonnais fait venir des engagés indiens depuis la péninsule pour travailler dans les plantations. 
En quelques années, l’île sauvage devient une colonie rentable. 
La Bourdonnais favorise l'exploitation des forêts pour le bois d'œuvre (et des chantiers navals), la production de café, d'indigo et de poivre. 
De grandes plantations sucrières (canne à sucre) administrées par des colons venus de France et de l'île Bourbon, avec des demeures de style colonial, commencent à être exploitées.
Alors que l'île de France ne compte que 1 000 habitants en 1735, elle atteint en 1767 les 20 000 habitants, dont 15 000 esclaves. 
L'île Bourbon (La Réunion) en compte 8 000 (dont 6 000 esclaves). 
Les historiens l'ont établi, la période d'émergence du créole mauricien se situe entre 1721 et 1769, ce qui expliquerait que le créole mauricien d'aujourd'hui contient encore des mots d'origine sénégalaise provenant en réalité de la langue wolof. 
Ce créole contient en outre de grandes quantités de mots malgaches et comoriens, car un grand nombre d'esclaves proviennent aussi de Madagascar et des Comores.
À partir de 1735, le gouverneur Mahé de La Bourdonnais (1699-1753) fait peupler l'île Rodrigues, avec comme mission le ramassage de tortues et leur chargement sur les bateaux de la Compagnie des Indes orientales. 
Mais Rodrigues connait son véritable peuplement à partir de 1760. Une garnison française y réside même en permanence ; l'île comprend alors des colons blancs et des esclaves.
La Bourdonnais participe de plus aux batailles maritimes contre les Anglais à la tête d’une flotte opérée par 3 000 hommes. 
Le gouverneur général des Indes, à qui il fait de l’ombre, s’arrange pour le destituer en 1746. 
La Bourdonnais est rapatrié en France pour être jugé. 
Accusé d’avoir été corrompu par les Anglais, il finit par être réhabilité, mais seulement après quelques années en prison.
La guerre de Sept Ans (1756-1763) et la défaite française face à l’Empire britannique marquent la fin de la prospérité pour « l’Isle de France ». 
La Compagnie des Indes, proche de la ruine, est contrainte à la rétrocession des Mascareignes au roi de France en 1767.

### Pierre Poivre développe l'île (1767-1772)
Sous la tutelle du ministre de la Marine, une direction bicéphale, ayant autorité sur les deux îles, s’installe à l’Isle de France : un Gouverneur général et un Intendant. 
Le gouverneur est un militaire, plus haute autorité, mais ne disposant en théorie d'aucun droit de regard sur les attributions de l’intendant, administrateur civil, seul responsable de l’utilisation des deniers royaux. 
Cette organisation est source de conflits entre les deux parties.
En juillet 1767, Jean-Daniel Dumas (1721-1794), Gouverneur général, et Pierre Poivre (1719-1786), intendant des îles de France et de Bourbon, s'installent à Port-Louis et inaugurent le retour de l’administration sous gouvernement royal. 
En décembre 1768, Dumas quitte l’île en raison de sa mésentente avec Poivre, il est remplacé au poste de gouverneur par le chevalier Desroches (1719-1786).
Grâce à Pierre Poivre, ancien employé de la compagnie des Indes qui connaît bien la région depuis 1746, l'archipel des Mascareignes devient une colonie prospère et organisée, enviée par les Britanniques.
Botaniste et membre de plusieurs académies de sciences, Pierre Poivre avait profité dès 1749 d'une escale dans les jardins botaniques de la compagnie des Indes Hollandaises au Cap, pour récupérer diverses plantes pour l’Isle de France. Il acclimate alors sur les îles de l'archipel quantité d'épices (dont, bien sûr, le poivre, mais aussi la girofle, la muscade, la cannelle, etc.) et des dizaines d'espèces végétales. Il a également favorisé la culture des arbres fruitiers, et fut même l'auteur des premières lois sur la protection de la nature. C'est à lui que les Mauriciens doivent le célèbre "jardin de Pamplemousses"" (devenu Jardin botanique Sir Seewoosagur Ramgoolam), qui abrite des nénuphars géants et plus de 60 variétés de palmiers. De plus, Poivre assainit le climat moral et social des Mascareignes en améliorant le sort des esclaves dans tout l'archipel.
Pierre Poivre introduit également l'imprimerie à l'île de France en 1768 (l'Imprimerie royale de Port-Louis).
Avec le déclenchement de la guerre d'Amérique, la puissance de la flotte anglaise s’accroît considérablement et les Britanniques commencent à disputer la suprématie française dans l’océan Indien. 
Maurice compte à cette époque 48 000 habitants auxquels s’ajoutent 15 000 soldats que le roi de France envoie en renfort. 
Malgré des batailles victorieuses, les Français se retirent peu à peu sur leurs positions dans les Mascareignes, car les possessions françaises en Inde ont été détruites les unes après les autres par les Anglais et sont désormais sans grande valeur.

### Incertitudes de la Révolution et de l'Empire (1793-1810)
Le 4 février 1794, La Convention nationale française, dirigée par les Montagnards, proclame l'abolition de l'esclavage dans toutes les colonies françaises. Le décret prescrit « l'abolition immédiate », mais ne prévoit aucune disposition sur le dédommagement des « propriétaires » ou sur l'avenir des « populations libérées ».
L'Assemblée coloniale de l'île de France (Maurice) se prononce contre ce décret et réclame avec insistance à la Convention sa suppression pure et simple. Les colons de l'île de France et ceux de Bourbon (La Réunion) obtiennent uniquement un sursis, et décident alors de ne pas appliquer le décret d'abolition. Le capitaine d'Advisard est contraint de rejoindre la France.

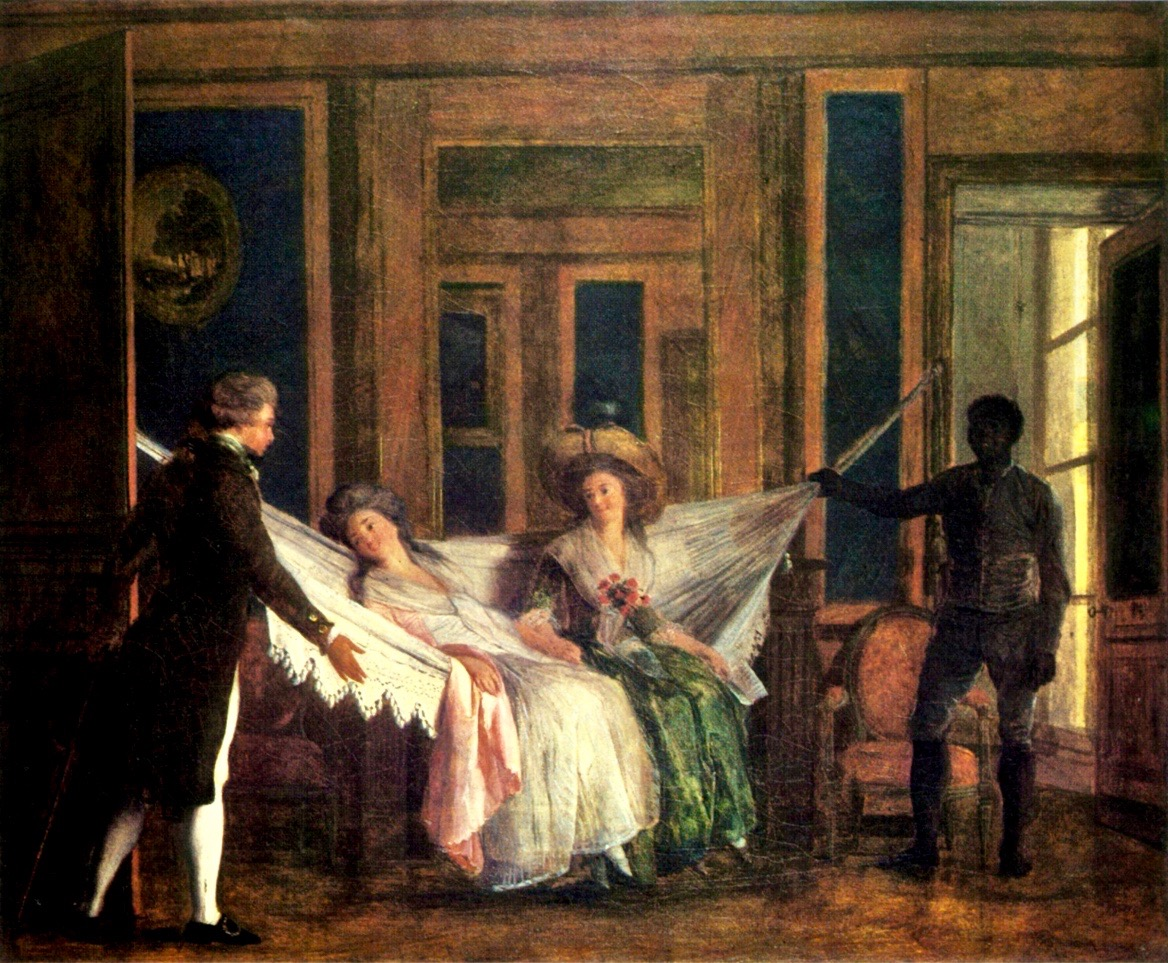
Colons planteurs et leur esclave noir, vers 1805.

Par la loi du 20 mai 1802, le Premier consul de la République, Napoléon Bonaparte, y maintient officiellement l’esclavage, qui n’a jamais été aboli dans la pratique. Les intérêts économiques des planteurs ont ainsi eu raison des idéaux révolutionnaires de liberté et d'égalité. Les colons esclavagistes de l'archipel des Mascareignes, qui n'ont pas appliqué le décret de la Convention nationale, sont évidemment rassurés. Toutes les réformes de la Révolution sont également supprimées, au grand soulagement des colons et au grand désarroi des esclaves, y compris la Déclaration des droits de l'homme et du citoyen adoptée en 1789 par l'Assemblée nationale.
Au même moment, la région devient la base française la plus importante à l’est de Madagascar : Port-Louis joue un rôle équivalent à celui de ports comme Bombay ou Madras (ou Chennai). Le nombre de bateaux qui y font escale ne cesse d’augmenter pour atteindre près de 350 bateaux en 1803. Le commerce est florissant : riz de Madagascar, esclaves de ports arabes, épices de Java et d’Inde, etc. À cette époque ont lieu les premières tentatives d’extension des possessions coloniales vers Madagascar, les Comores et les Seychelles, avec plus ou moins de succès.
En 1803, le général Decaen (1769-1832), envoyé par Napoléon, débarque aux Mascareignes pour imposer le nouveau régime politique. 
La colonie est aussitôt prise en main par les administrateurs nommés par Napoléon, qui dirigent les affaires de l'île Bourbon (devenue entre-temps l'île Bonaparte) à partir de l'île de France. 
Mais les rivalités franco-britanniques, déjà virulentes aux Antilles, se propagent dans l'océan Indien, et ce, d'autant plus que la colonie française de l'océan Indien ne peut que susciter la convoitise des Britanniques. Comme cette colonie s'étend sur une grande surface dans l'océan Indien, c'est-à-dire tout l'archipel des Mascareignes (île de France, île Bonaparte et île Rodrigues) et tout l'archipel des Seychelles situé plus au nord, elle risque de nuire considérablement au commerce anglais. De plus, pendant les guerres napoléoniennes, l'île de France et l'île Bonaparte sont devenues le rendez-vous des corsaires français qui organisent des raids fructueux contre les navires commerciaux britanniques sur la route des Indes. 
Même si certains réalisent des exploits, comme Surcouf, cela n’empêche pas l’Angleterre d’étendre sa domination.
Il est temps pour les Britanniques de mettre fin à l'hégémonie française dans cette partie de l'océan Indien.

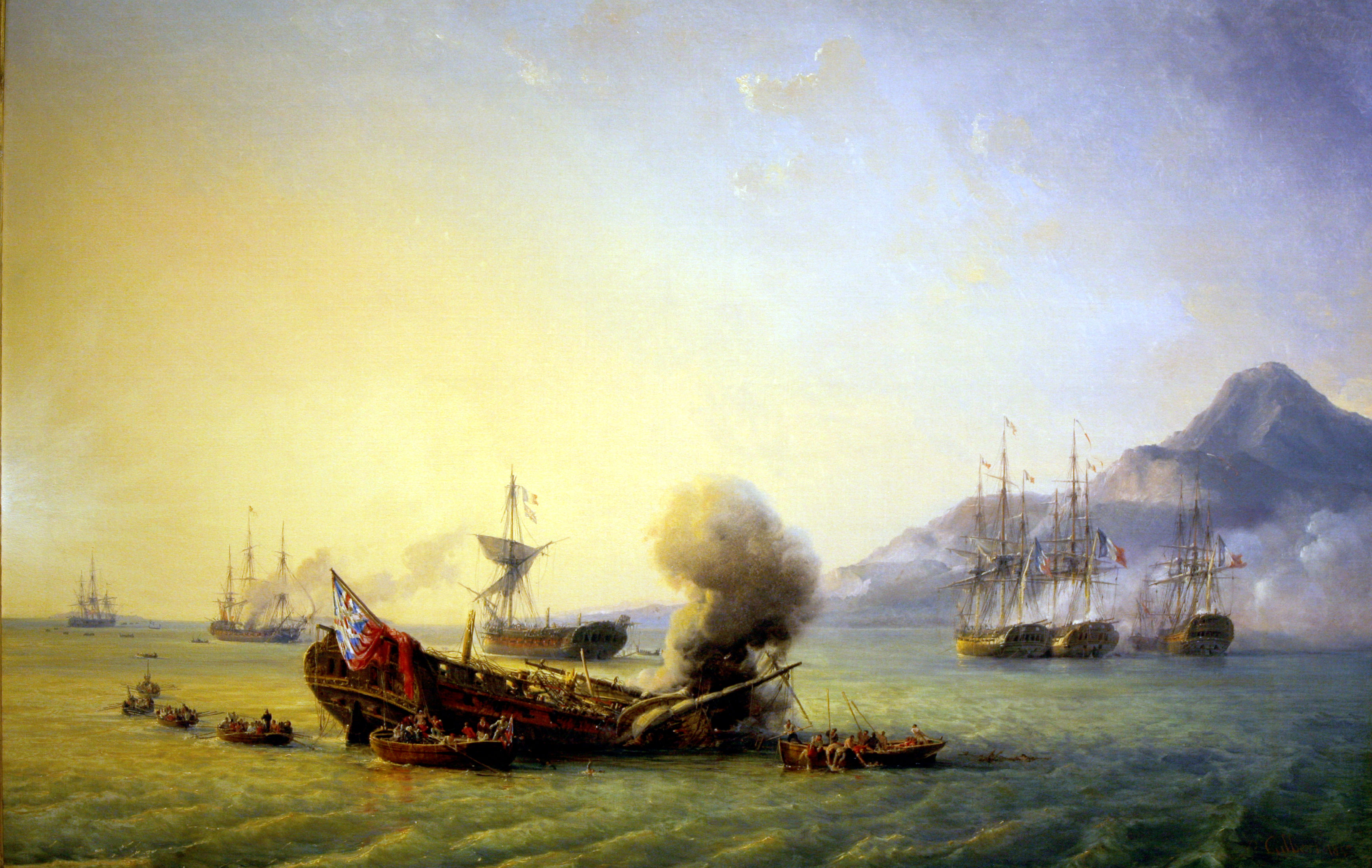
Bataille des Français contre les Anglais à Grand Port.

En 1809, les troupes britanniques commencent par occuper l'île Rodrigues, ce qui doit constituer la première étape dans la conquête de l'archipel des Mascareignes et de l'archipel des Seychelles. 
En effet, les Britanniques ont rassemblé leurs 10 000 soldats à Rodrigues, avant de prendre d'assaut l'île de France (Maurice) et l'île Bonaparte (La Réunion) en décembre 1810. 
Ils débarquent avec 10 000 hommes au cap Malheureux de Maurice. En août de la même année a lieu la plus grande victoire navale de Napoléon : la bataille de Grand Port. 
Après seulement quelques jours, le gouverneur-général Isidore Charles Decaen capitule. Cependant, ni lui ni ses 4 000 hommes n’ont à aller en prison, et les Français résidant sur l’île sont autorisés à y rester. 
L’administration passe sous pouvoir britannique : Port-Louis, rebaptisé Port-Napoléon, reprend son nom d’origine, et l’Île de France redevient l'Île Maurice. 
L'île est officiellement rattachée à l’Empire britannique en 1814, date à laquelle elle retrouve son ancien nom. 
Ils occupent l'archipel des Seychelles en 1812. 
Le dernier gouverneur français de l'île de France, le général Decaen, doit capituler au nom de la France, ses forces étant jugées trop inférieures en nombre. 
À la fin de l'occupation française, en 1810, la population s'élève à 73 000 habitants, et est constituée à 80 % d'esclaves originaires de l'Afrique orientale pour la plupart, notamment du Mozambique et de Madagascar.
Selon les clauses du traité de Paris de 1814, les Français perdent définitivement l'archipel des Seychelles et l'archipel des Mascareignes à l'exception de la seule île Bonaparte (La Réunion), rebaptisée Isle of Bourbon par les Anglais, qui est rétrocédée à la France. 
Pour les Anglais, la Réunion a peu d’intérêt stratégique et ne semble pas pouvoir permettre aux Français de reconstituer leur position de force dans l’océan Indien. 
Dans l'ancienne colonie de l'île de France (Maurice), il ne subsiste de la présence française que le français et le créole (à base lexicale française). 
Après seulement deux générations, la langue véhiculaire issue des esclaves africains ou malgaches et des Français est devenue la langue maternelle des descendants d'esclaves : le créole mauricien.

## Période britannique (1810-1968)
Dans l'acte de capitulation de 1810, l'article 8 spécifie que les colons peuvent conserver « leurs religion, lois et coutumes ». Bien que le traité de Paris de 1814 ne reprend pas réellement cette formulation, le nouveau gouvernement anglais, dirigé par le gouverneur Sir Robert Farquhar, francophone et dont l'épouse est d'origine française, tente une synthèse en laissant par exemple le Code Napoléon en vigueur, ainsi qu'un fonctionnement similaire dans les administrations. Le français reste par ailleurs compris et parlé par la population (le pays est membre de la Francophonie comme du Commonwealth), aidé par le fait que le créole mauricien provient à 80 % du français. On compte des journaux francophones et à l'école, le français est une matière obligatoire.
Le gouverneur admet que l'usage de la langue française constitue l'une de ces « coutumes » que les colons peuvent maintenir. En fait, les Britanniques consentent à ce que les habitants de Maurice et de Rodrigues continuent d'utiliser leur langue, leur religion, leur code civil, leurs traditions et leurs douanes. Peu nombreux et n'ayant pas l'intention d'habiter l'archipel, les Anglais sont prêts à faire des concessions. Des changements sociaux et économiques se font sentir aussitôt. Les fonctionnaires français sont remplacés par des fonctionnaires anglais au sein de l'administration, et toute l'économie se développe dorénavant dans le cadre de l'Empire britannique. Beaucoup de franco-mauriciens blancs, notamment des grands propriétaires fonciers et des hommes d'affaires, décident de rester sur l'île et poursuivent l'exploitation de la canne à sucre avec leur main-d'œuvre d'esclaves africains et malgaches. Ces Blancs constituent le groupe des franco-mauriciens qui continuent de parler la langue française. Appuyés par le clergé catholique, ils opposent une résistance opiniâtre aux velléités gouvernementales de mainmise linguistique. Leurs esclaves sont maintenus dans leur infériorité sociale et peuvent continuer à utiliser le créole mauricien. De toute façon, comme les Anglais ne cherchent pas à s'installer en grand nombre à l'île Maurice, les autochtones continuent de parler essentiellement français et créole.
En 1832, le gouvernement colonial anglais impose une première politique linguistique : la langue anglaise devient obligatoire pour les Mauriciens lors de toute communication avec les autorités britanniques. L'année suivante, l'anglais devient l'unique langue de l'Administration en servant de critère d'embauche dans les services gouvernementaux. Le changement le plus important survint en 1835 lors de l'abolition de l'esclavage dans toutes les colonies britanniques. L'importation d'esclaves a cessé depuis 1833 à Maurice, alors que la population s'élève à quelque 100 000 habitants dont plus de 80 000 esclaves. Devant les besoins de main-d'œuvre pour faire fonctionner les plantations sucrières, l'administration anglaise décide de recourir à des travailleurs indiens rétribués à contrat : en 1839, ont lieu les premières tentatives pour faire venir des travailleurs agricoles depuis l'Inde.

### Sucre roi (1825-1835)
Sous cette administration, la culture de la canne à sucre, lancée par La Bourdonnais, s'étend et fait rapidement la richesse des planteurs d'origine française. 
L’ouverture du port aux bateaux non-anglais a pour effet d’augmenter considérablement l’activité portuaire et le commerce : exportation de sucre vers l’Inde d’où l'on importe du riz, commerce entre l’Europe et l’Australie. Port-Louis devient une plaque tournante essentielle dans l’océan Indien. Cette position est renforcée par deux éléments qui ont permis d’augmenter le volume des échanges commerciaux : l’apparition des bateaux à vapeur et l’ouverture du canal de Suez. Il est désormais possible de transporter des marchandises entre les continents de manières relativement rapide et sûre.
Certains s'inquiètent d'une dégradation des ressources naturelles et en particulier des forêts de l'île, notamment autour de Port-Louis (ex : « le 1er juin 1826, un avis convoque les habitants nommés par circulaire du 9 mai, pour faire partie d'un comité chargé de prendre en considération l'état des eaux et forêts en cette colonie » rapporte en 1838 l'ingénieur Bouton, arpenteur du roi, qui précise que ce comité a en fait principalement travaillé sur l' « amélioration des canaux » ; qui se demande pourquoi malgré « des lois qui étaient même sur certains points d'une grande rigidité (...) comment se fait-il que les ruisseaux de l'Ile soient à sec pendant plusieurs mois de l'année, que les rivières aient baissé de plusieurs pieds au -dessous de leur niveau, et que les bois de construction soient si rares et à des prix tellement exorbitants qu'on se voit forcé d'en importer à grand frais de l'Inde, de la Nouvelle Hollande et de différentes îles de l'Archipel Indien ? » ), mais sur la base des structures mises en place par La Bourdonnais, la colonie continue de prospérer, protégée par vingt-deux bâtiments de guerre à Port-Louis.

### Abolition de l'esclavage (1835)

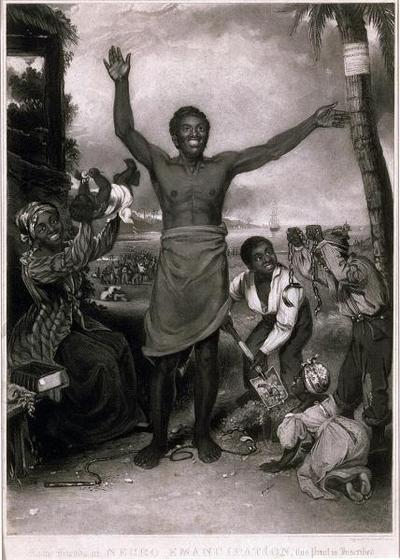
Gravure célébrant l'abolition de l'esclavage dans l'Empire britannique, XIXe siècle.

Longtemps combattue par les planteurs, l'abolition de l'esclavage devient effective à Maurice le 1er février 1835. 66 343 personnes sont alors affranchies. Toutefois, la couronne britannique accompagne cette abolition de substantiels dédommagements pour les planteurs. L’indemnisation est calculée selon le nombre de personnes réduites en esclavage, leur âge, leur sexe et leur fonction. 
Au total, 2 112 632 livres sterling (soit 1,5 milliard de livres en 2025) sont versées aux propriétaires mauriciens, dont les plus importants sont « absentéistes », vivant en Grande-Bretagne et n'ayant jamais mis les pieds dans les colonies. Pour financer l'indemnisation dans toutes ses colonies esclavagistes, le gouvernement britannique négocie le 3 août 1835 un prêt colossal de 15 millions de livres sterling avec les financiers Nathan Mayer Rothschild et Moïse Montefiore. Le remboursement de cette dette ne s'est terminé qu’en 2015, près de deux siècles plus tard.
Selon l'historienne Stéphanie Tamby-Lai Kong Ling : « En indemnisant les maîtres au lieu des victimes, les sociétés coloniales ont approfondi les blessures de l’esclavage et ont posé les fondations d’inégalités structurelles qui perdurent ». De plus, les grandes plantations restent entre les mains des riches familles.

### Immigration indienne (1835-1865)

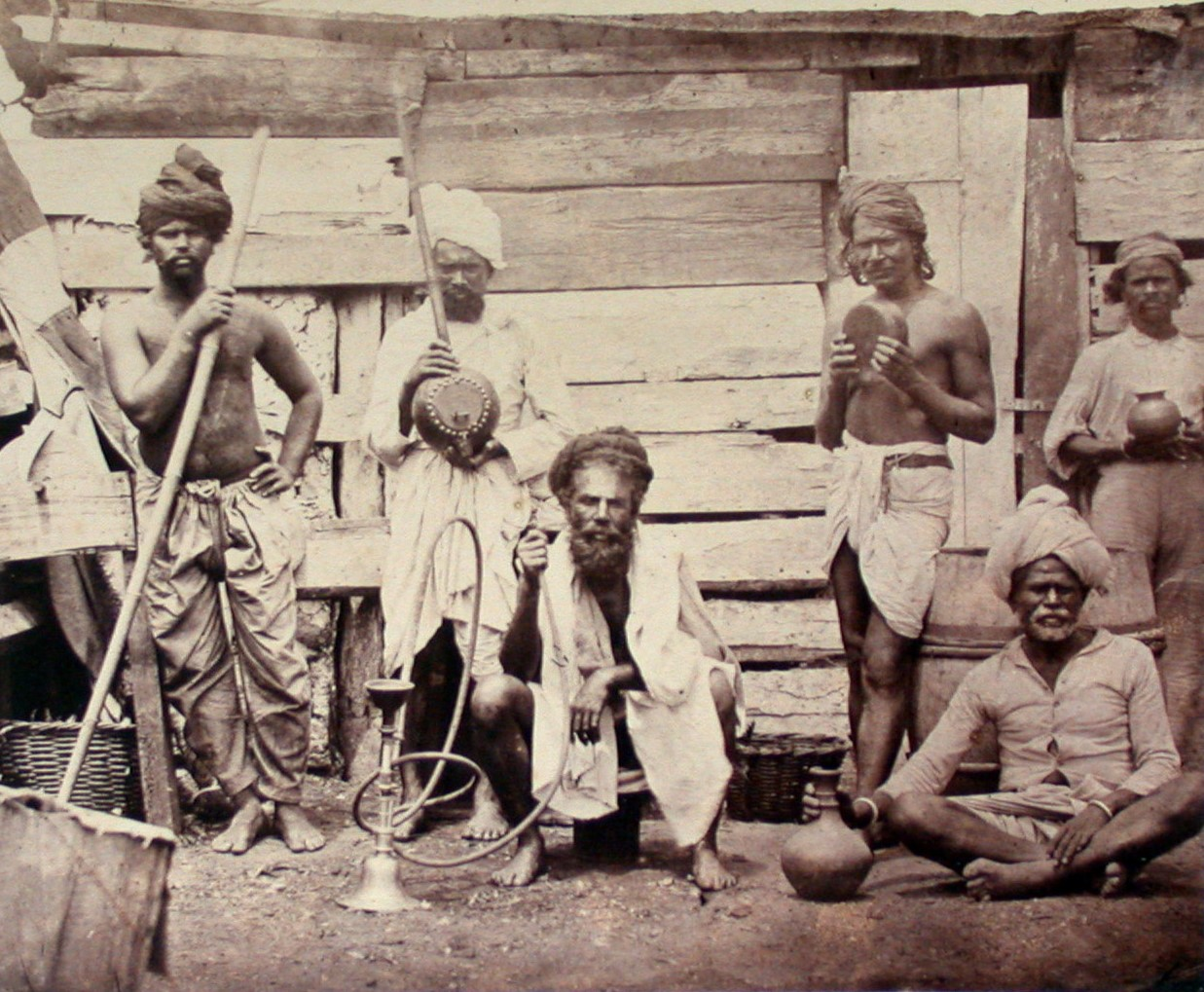
Engagés indiens dans une plantation sucrière à Maurice, 1870.

Entre 1835 et 1865, pour compenser le départ de bon nombre de leurs anciens esclaves, et souvent grâce aux fonds d’indemnisation, plus de 200 000 immigrants ou coolies (engagés indiens et chinois) sont importés à l'île Maurice, changeant radicalement la composition ethnique des habitants. Les immigrants indiens, de religion hindouiste ou musulmane, forment rapidement la majorité des travailleurs agricoles et travaillent dans des conditions proches de celles des esclaves noirs. Les Chinois s'ajoutent ultérieurement et deviennent de petits commerçants.
Les nouveaux immigrants asiatiques ne changent à peu près rien au rôle social des langues à l'île Maurice. Les franco-mauriciens réussissent à confiner les nouveaux arrivants dans une infériorité sociale ; les Indo-Mauriciens adoptent alors le créole comme langue véhiculaire, qui s'enrichit de mots anglais ou indiens, eux-mêmes créolisés. Par ailleurs, en 1841, l'enseignement de l'anglais devient obligatoire au primaire dans toutes les écoles en plus du français. Les Franco-Mauriciens protestent du fait que les « pauvres négrillons » sont « forcés de crier toute la journée comme des perroquets des mots barbares », mais rien n'y fait. Enfin, en 1845, l'anglais devient la langue de la Cour suprême ; toutefois, les tribunaux inférieurs, qui statuent encore à partir du code de Napoléon, continuent à utiliser le français.
Tandis que Maurice compte 200 000 habitants en 1860, ils sont environ 500 000 en 1910. En effet, entre 1835 et 1907, 450 000 indiens ont émigré sur l'île Maurice. La population Mauricienne est aujourd'hui composée à 70 % de leurs descendants. Au-delà de graves problèmes d’alimentation que cet accroissement engendre, un nombre considérable de coolies indiens, appelés « engagés », meurent au cours du trajet, et de nouvelles maladies sont importées sur l’île. Malgré la garantie de pouvoir rentrer chez eux après la fin de leur contrat, seuls un quart d’entre eux environ regagne l’Inde. Les autres ne restent pas de leur plein gré, mais sont retenus de force car l’économie florissante de l’île Maurice en dépend. Les recours en justice sont à cette époque exclusivement réservés aux Blancs.

### De la crise à la modernisation (1865-1885)

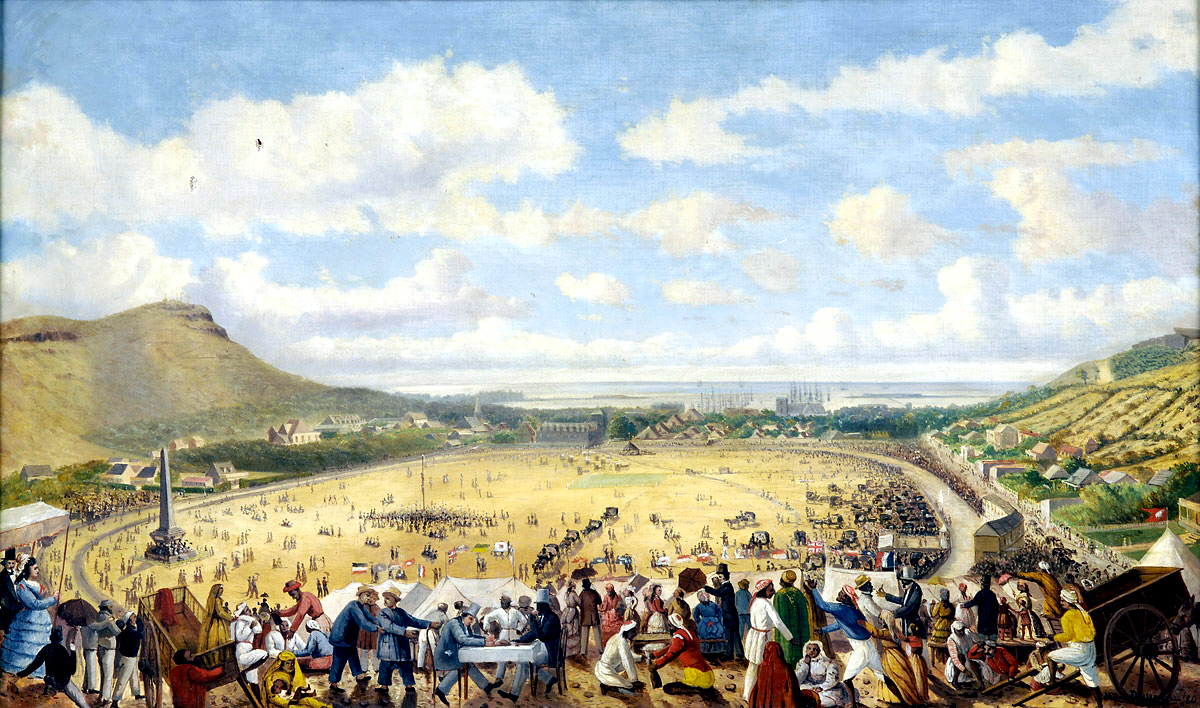
Le Champ de Mars de Port-Louis en 1880.

Des épidémies de choléra et de paludisme (malaria) font entre 1866 et 1868 au moins 50 000 victimes.
De plus, l’économie basée sur la monoculture de la canne à sucre reste très vulnérable aux maladies et aux catastrophes naturelles. La société se polarise entre les planteurs d’une part et la masse des travailleurs sans qualification et sans droit d’autre part. En 1871 est mise en place une commission composée d’envoyés de la couronne et chargée d’examiner les conflits entre les travailleurs, les planteurs et les fabricants de sucre. Beaucoup de planteurs sont condamnés : il en découle de nouvelles lois en faveur des travailleurs qui améliorent quelque peu la situation sociale. La mesure la plus importante consiste à mettre fin à l’émigration forcée depuis l’Inde. De ce fait, les planteurs perdent leur principal moyen de pression : la menace de remplacer les travailleurs qui les dérangent par d’autres travailleurs venus d’Inde.
Cette période est également celle du développement des infrastructures de l’île. En 1865 sont inaugurées les deux premières lignes de chemin de fer. En 1869, Maurice est reliée par le télégraphe à l’Europe puis à l’Inde. Mais le développement économique de l’île ne s’accompagne pas des mesures sociales nécessaires et les inégalités augmentent.
Au début du XXe siècle, la population mauricienne atteint les 371 000 habitants et la majorité de la population est déjà constituée d'Indiens. En 1870, l'île perd sa position stratégique à l'occasion de l'ouverture du canal de Suez, et cet événement a pour effet d'écarter l'île de Maurice de la route des Indes et d'aggraver la situation socio-économique.

### Déclin économique et souhaits d'indépendance (1870c-1940c)
La fin du XIXe siècle marque une période difficile pour Maurice, dont les exportations reculent et qui est frappée par des épidémies et des cyclones qui ont ravagé Port-Louis. La pauvreté s’accroît et beaucoup de gens émigrent vers Madagascar, l’Australie ou l’Afrique du Sud. Le nombre d’habitants retombe à 350 000 et Madagascar assure de plus en plus le rôle de plaque tournante dans l’océan Indien.
La compagnie havraise péninsulaire ouvre une ligne commerciale vers La Réunion et l'île Maurice en 1884 (départ tous les quinze jours à partir de 1886), mais elle n'est qu'en deuxième position derrière les Messageries maritimes dont la ligne Marseille-île Maurice est directe dès 1887. La Première Guerre mondiale et son corollaire, la chute des échanges internationaux, accélèrent le déclin économique de Maurice.
Jusqu'en 1903, l'île Maurice et les Seychelles sont administrées comme une seule colonie par la Grande-Bretagne. Puis, l'île Maurice affirme de plus en plus son autonomie face à la couronne britannique. À partir des années trente, des mouvements populaires en faveur de la démocratisation commencent à se manifester et aboutirent graduellement au droit de suffrage universel et aux élections législatives de 1948.

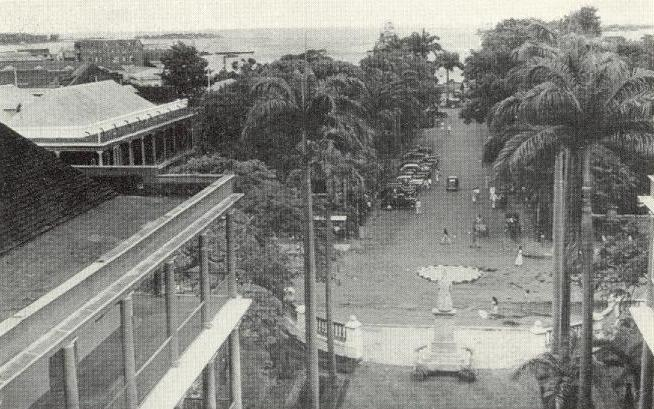
La place d'Armes de Port-Louis en 1952.

Maurice n'est pas concerné directement par la Première Guerre mondiale, la conscription n'y étant pas en vigueur : des Mauriciens se portent cependant volontaires pour servir dans l'Armée britannique. Avec la fin du conflit, la situation économique de Maurice s’améliore, le cours du sucre s'étant renchéri, et avec elle, la situation sociale. Un mouvement rétrocessionniste demande le rattachement à la France. Le Parti travailliste mauricien est fondé et cherche à défendre les intérêts des travailleurs d’origine indienne et obtient leur représentation à l’assemblée. Au début du XXe siècle et jusque dans les années 1950, l'île est reliée par trois lignes maritimes commerciales: la plus importante étant celle des Messageries maritimes (avec notamment le Compiègne dans les années 1930) au départ de Marseille avec un départ toutes les deux semaines. Les escales principales sont à Naples, Port-Saïd, Suez, Djibouti, et ensuite soit vers Mombasa, Zanzibar, Nossi-Bé, Diego-Suarez, Tamatave (trente jours de voyage) ou soit vers Aden, Diego-Suarez, Sainte-Marie, Tamatave (vingt-cinq jours de voyage) avant de s'arrêter à La Réunion et à l'île Maurice. La deuxième ligne est celle de l'Union Castle Line qui part une fois par mois de Southampton pour rejoindre par l'Atlantique Madère, Tenerife, l'île de Sainte-Hélène, Le Cap, Durban, Port Elizabeth. D'autres vapeurs font ensuite la correspondance Afrique du Sud-île Maurice. La troisième ligne enfin, également de l'Union Castle Line, passe par l'est et le canal de Suez au départ de Southampton, Gibraltar ou Marseille, puis fait escale à Naples, Port-Saïd, Suez, Aden, Mombassa, Zanzibar, Port-Amélie, Beira et Durban. Les passagers prennent dans ces deux derniers ports une correspondance pour l'île Maurice. Les deux lignes de l'Union Castle Line sont plus onéreuses, plus longues et ne sont pas directes. Le Pierre-Loti est avec le La Bourdonnais, l'un des derniers paquebots des Messageries maritimes à relier Maurice et La Réunion à la France, jusqu'en 1970.

## Vers l'indépendance (1940~-1960~)
La Seconde Guerre mondiale met un nouveau coup d’arrêt à l’activité économique de l’île. De 1939 à 1942, les liaisons par bateau sont interrompues et Maurice est coupée du monde. Des soldats mauriciens sont recrutés, à nouveau sur la base du volontariat, et servent pour la plupart en Afrique dans la 8e Armée commandée par le général Montgomery, et au Moyen-Orient. Les îles Maurice et Rodrigues n'ont pas dans ce conflit une importance stratégique, sauf à imaginer la prise du canal de Suez par l'Axe. Les Britanniques maintiennent cependant une présence militaire sur l'île aux Aigrettes, en face de Mahébourg, et quelques Mauriciens font partie de la Home Guard et donc de la garnison. En 1942, les Britanniques construisent un aéroport pour des raisons militaires et dont les liaisons avec l’Europe et l’Asie changent durablement la vie sur l’île. Après la Seconde Guerre mondiale, le Colonial Office a radicalement changé sa politique et cherche désormais à instituer de manière systématique des administrations indépendantes dans les colonies. De plus, de fortes sommes ont été investies dans la lutte contre les pandémies et dans le développement des infrastructures. En 1965, la situation économique est stabilisée, la vie politique et une presse locale se sont développées ; le Colonial Office décide d’organiser l’indépendance de l’île.
Le suffrage universel est introduit à Maurice en 1958.

### Proclamation de l'indépendance de l'Île Maurice (12 mars 1968)

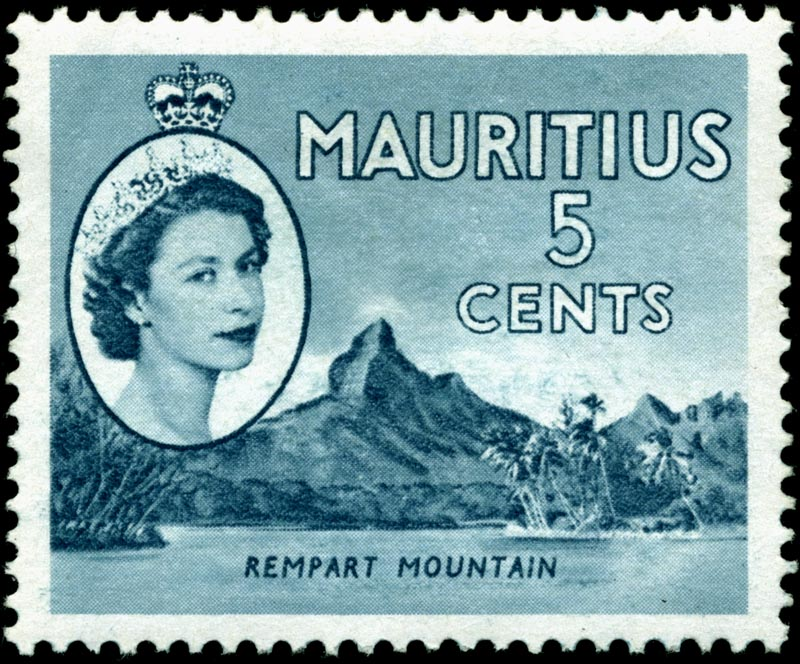
Élisabeth II reste le chef de l'État mauricien de 1968 à 1992, Sir Raamgoolam devient le premier Premier ministre de l'Île Maurice.

Lors de la Conférence de Lancaster de 1965, il apparait clairement que la Grande-Bretagne souhaite se débarrasser de la colonie de l'île Maurice. En 1959, Harold Macmillan prononce son célèbre "discours du vent du changement" dans lequel il reconnait que la meilleure option pour la Grande-Bretagne est de donner une indépendance totale à ses colonies. Ainsi, dès la fin des années 1950, la voie est ouverte à l'indépendance.
Plus tard, en 1965, après la conférence de Lancaster, l'archipel des Chagos est retranché du territoire de l'île Maurice pour former le territoire britannique de l'océan Indien (BIOT). Des élections générales ont lieu le 7 août 1967, et le Parti de l'indépendance obtient la majorité des sièges. En janvier 1968, six semaines avant la déclaration d'indépendance, les émeutes mauriciennes de 1968 se produisent à Port-Louis, entraînant la mort de 25 personnes,.
L'île Maurice adopte une nouvelle constitution et l'indépendance est proclamée le 12 mars 1968. Sir Seewoosagur Ramgoolam devient le premier Premier ministre d'une île Maurice indépendante, la reine Élisabeth II restant chef d'État en tant que reine de Maurice. En 1969, le parti d'opposition Mauritian Militant Movement (MMM) dirigé par Paul Bérenger est fondé. Plus tard en 1971, le MMM, soutenu par les syndicats, appelle à une série de grèves dans le port, ce qui provoque l'état d'urgence dans le pays. Le gouvernement de coalition du Parti travailliste et du PMSD (Parti Mauricien Social Démocrate) réagit en restreignant les libertés civiles et en limitant la liberté de la presse. Paul Bérenger fait l'objet de deux tentatives d'assassinat infructueuses. Le 1er octobre 1971, son partisan Fareed Muttur meurt dans des circonstances suspectes au Réduit alors qu'il conduisait la voiture de Paul Bérenger. La seconde entraîne la mort d'Azor Adélaïde, docker et militant, le 25 novembre 1971. Les élections générales sont reportées et les réunions publiques sont interdites. Des membres du MMM, dont Paul Bérenger, sont emprisonnés le 23 décembre 1971. Le leader du MMM est libéré un an plus tard.
En mai 1975, une révolte étudiante qui débute à l'Université de Maurice s'étend à tout le pays. Les étudiants sont insatisfaits d'un système éducatif qui ne répond pas à leurs aspirations et offre des perspectives d'emploi limitées. Le 20 mai, des milliers d'étudiants tentent d'entrer à Port-Louis par le pont de la Grand River North West et se heurtent à la police. Une loi du Parlement est adoptée le 16 décembre 1975 pour étendre le droit de vote aux jeunes de 18 ans. Cette mesure est considérée comme une tentative d'apaiser la frustration de la jeune génération.
Les élections générales suivantes ont lieu le 20 décembre 1976. La coalition Labour-CAM ne remporte que 28 sièges sur 62. Le MMM obtient 34 sièges au Parlement, mais le Premier ministre sortant, Sir Seewoosagur Ramgoolam, réussit à rester en fonction, avec une majorité de deux sièges, après avoir conclu une alliance avec le PMSD de Gaetan Duval.
En 1982, un gouvernement MMM-PSM (dirigé par le premier ministre Anerood Jugnauth, le vice-premier ministre Harish Boodhoo et le ministre des finances Paul Bérenger) est élu. Cependant, des différences idéologiques et de personnalité apparaissent au sein de la direction du MMM et du PSM. La lutte pour le pouvoir entre Paul Bérenger et Anerood Jugnauth atteint son apogée en mars 1983. Anerood Jugnauth se rend à New Delhi pour assister à un sommet du Mouvement des non-alignés ; à son retour, Paul Bérenger propose des changements constitutionnels qui retireraient le pouvoir au Premier ministre. À la demande de Anerood Jugnauth, le Premier ministre indien Indira Gandhi planifie une intervention armée impliquant la marine et l'armée indiennes pour empêcher un coup d'État, sous le nom de code Opération Lal Dora,,.
Le gouvernement MMM-PSM se sépare neuf mois après les élections de juin 1982. Selon un fonctionnaire du ministère de l'Information, ces neuf mois sont une "expérience socialiste". Harish Boodhood dissout son parti, le PSM, pour permettre à tous les parlementaires du PSM de rejoindre le nouveau parti de Anerood Jugnauth, le MSM, restant ainsi au pouvoir tout en prenant ses distances avec le MMM. La coalition MSM-Travail-PMSD est victorieuse aux élections d'août 1983, avec pour résultat la nomination d'Anerood Jugnauth comme Premier ministre et de Gaëtan Duval comme Vice-Premier ministre.
Cette période est marquée par la croissance du secteur des zones franches industrielles (ZFI). L'industrialisation commence à s'étendre aux villages et attire de jeunes travailleurs de toutes les communautés ethniques. En conséquence, l'industrie sucrière commence à perdre son emprise sur l'économie. Les grandes chaînes de magasins commencent à ouvrir des magasins en 1985 et offrent des facilités de crédit aux personnes à faible revenu, leur permettant ainsi de s'offrir des appareils ménagers de base. L'industrie du tourisme connait également un boom, et de nouveaux hôtels voient le jour dans toute l'île. En 1989, la bourse ouvre ses portes et en 1992, le port franc a commencé à fonctionner. En 1990, le Premier ministre perd le vote sur la modification de la Constitution pour faire du pays une république avec Paul Bérenger comme président.

## Indépendance: 1968-présent
Des mouvements nationalistes se forment et, à la suite d'un référendum le 7 août 1967 et malgré le vote négatif des Rodriguais, l'indépendance devient effective le 12 mars 1968. Le premier Premier ministre élu est Seewoosagur Ramgoolam, chef du parti travailliste.
Le pays est doté d'un système parlementaire de type britannique. Depuis son indépendance, Maurice est un pays souverain qui fait partie du Commonwealth et, depuis le Ve Sommet d'octobre 1993, la république de Maurice fait également partie de la Francophonie. 
En plus du Parti travailliste sont fondés le comité d'action musulman, représentant la population musulmane, et le Parti mauricien social démocrate (PMSD), représentant essentiellement les franco-mauriciens et les « créoles », c'est-à-dire les descendants des esclaves africains. En 1970, les victoires électorales du Mouvement militant mauricien (MMM), fondé par des étudiants en protestation contre la politique clientéliste des partis existants, conduisent les dirigeants à emprisonner les leaders et à contrôler la presse pour protéger leur pouvoir. 
Le MMM remporte la majorité des suffrages en 1976, mais une coalition entre le Parti travailliste et le PMSD les empêche de prendre le pouvoir. Seewoosagur Ramgoolam reste premier ministre jusqu'au 16 juin 1982. En juin 1982, le MMM remporte 63 % des suffrages et l’ensemble des sièges à l’assemblée. En 1983, le Premier ministre Anerood Jugnauth se sépare du MMM, et fonde son propre parti, le Mouvement socialiste militant (MSM). Il reste premier ministre jusqu'en 1995. De 1982 à 1995, l'île Maurice vit une profonde évolution économique. Notamment de 1984 à 1988, le taux de croissance caracole autour de 7 %. Ce sont des années de boom économique avec la création d'une industrie locale.
Puis Navin Ramgoolam, fils de Seewoosagur Ramgoolam, assure cette fonction jusqu'en septembre 2000.
En 1992, le parlement abolit la monarchie avec une grande majorité des voix. Maurice devient une république le 12 mars 1992 dotée d’un régime présidentiel, mais reste membre du Commonwealth. À partir de 1995, la nouvelle coalition au pouvoir (Parti travailliste et MMM) mène une politique de libéralisation de l’économie dont les mesures phares sont la libéralisation du transport aérien, le droit pour chacun de posséder un passeport et la fin du contrôle des devises.

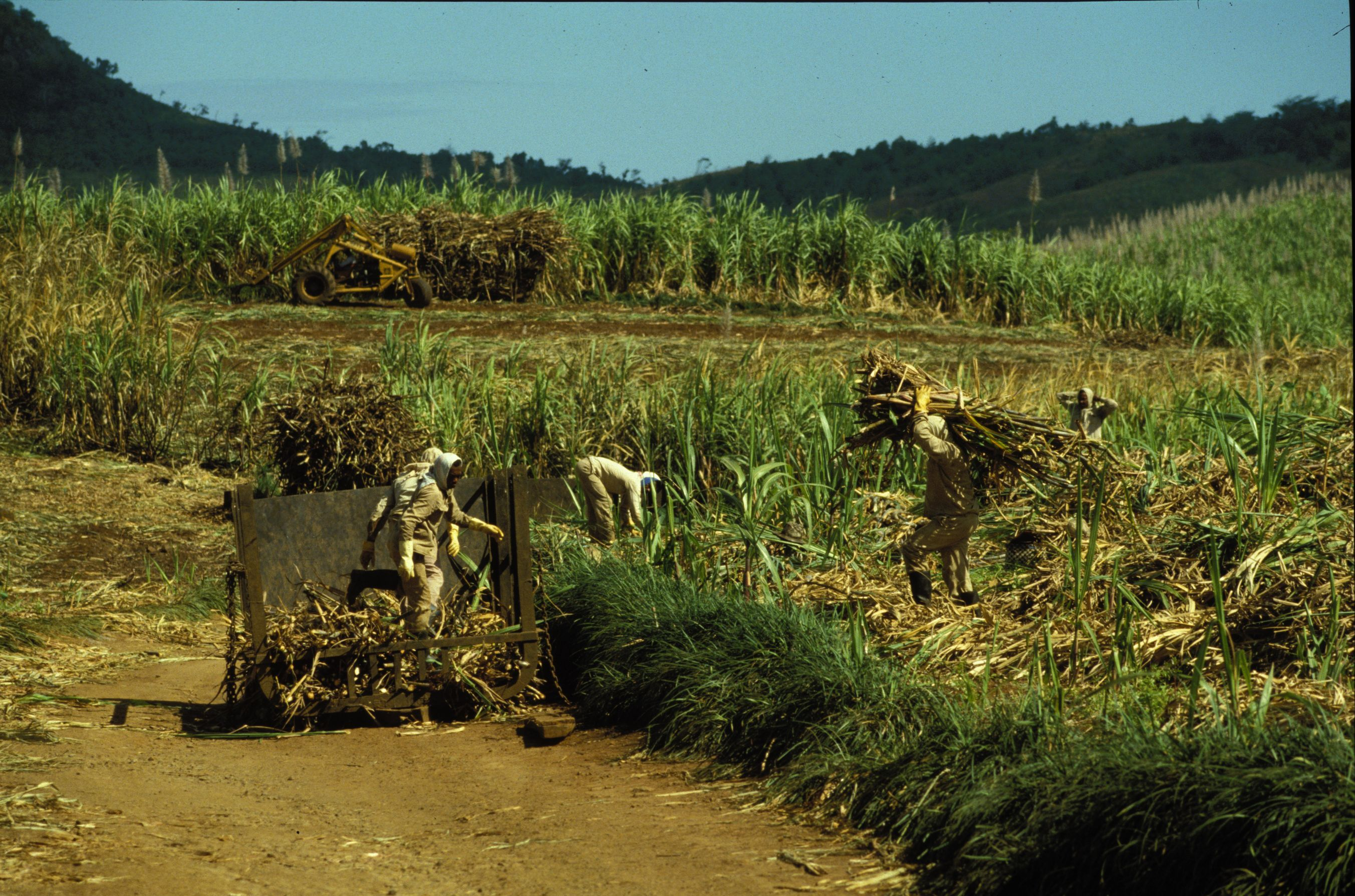
Plantation de canne à sucre en 1987.

Après la mort du chanteur et icône des créoles (descendants d'Africains), Kaya, le 21 février 1999, dans un poste de police et dans des circonstances suspectes, de violentes émeutes éclatent dans l'île. Elles entraînent très vite des représailles contre les cités ouvrières créoles dans les régions rurales à forte majorité hindoue.
Malgré ces tensions, le développement économique amorcé dans les années 1980 se poursuit, et le pays continue à intéresser les investisseurs en Afrique, pour sa compétitivité,,.

### Galerie de responsables politiques

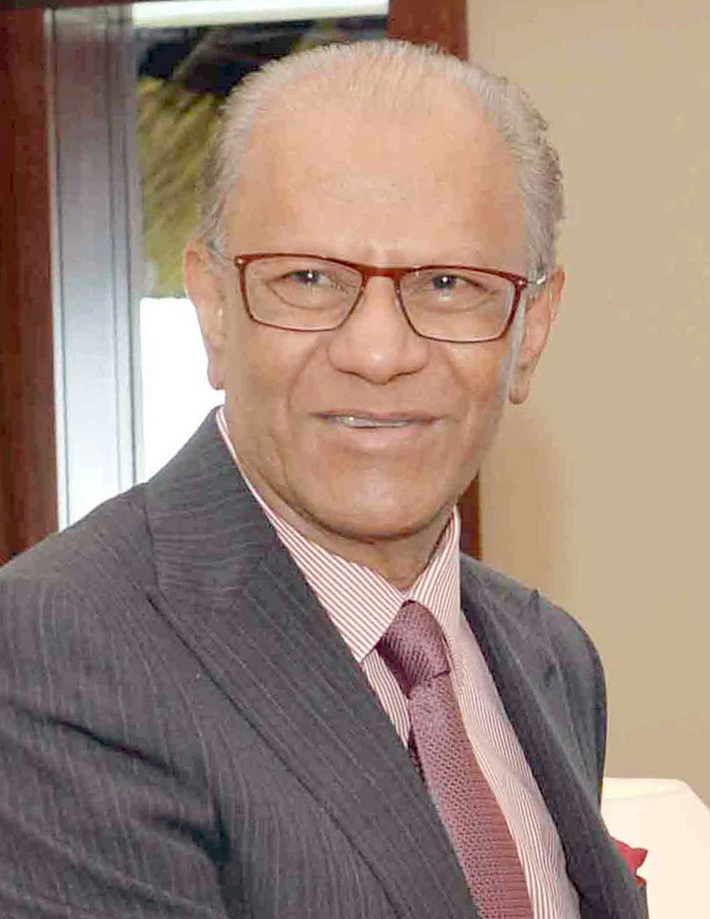
Navin Ramgoolam 1995-2000 2005-2014 2024-présent
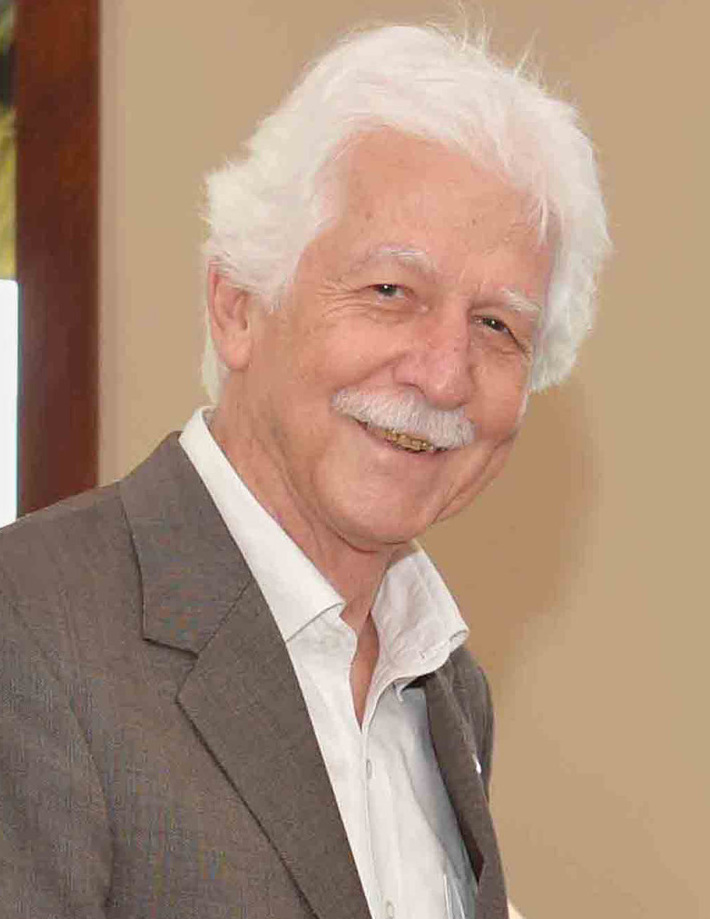
Paul Bérenger 2003-2005
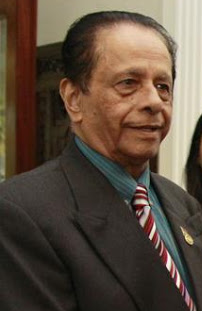
Anerood Jugnauth 2000-2003 2014-2017
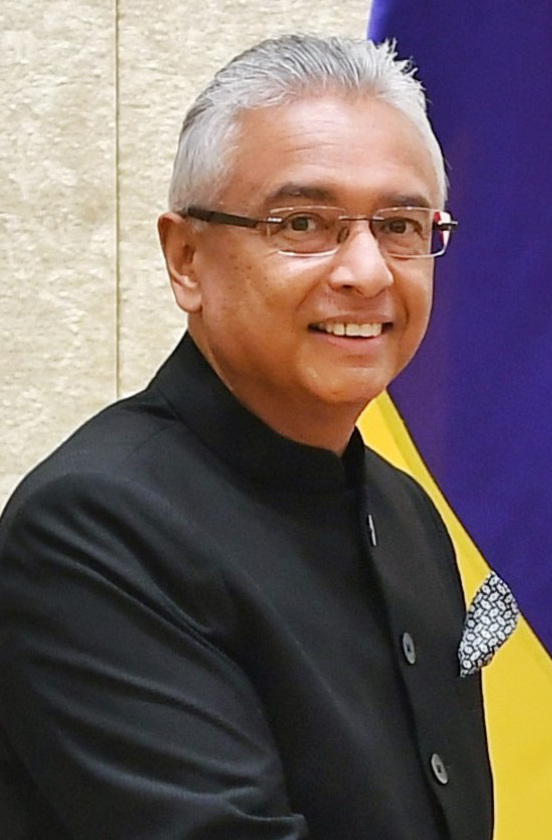
Pravind Jugnauth 2017-2024

Présidence

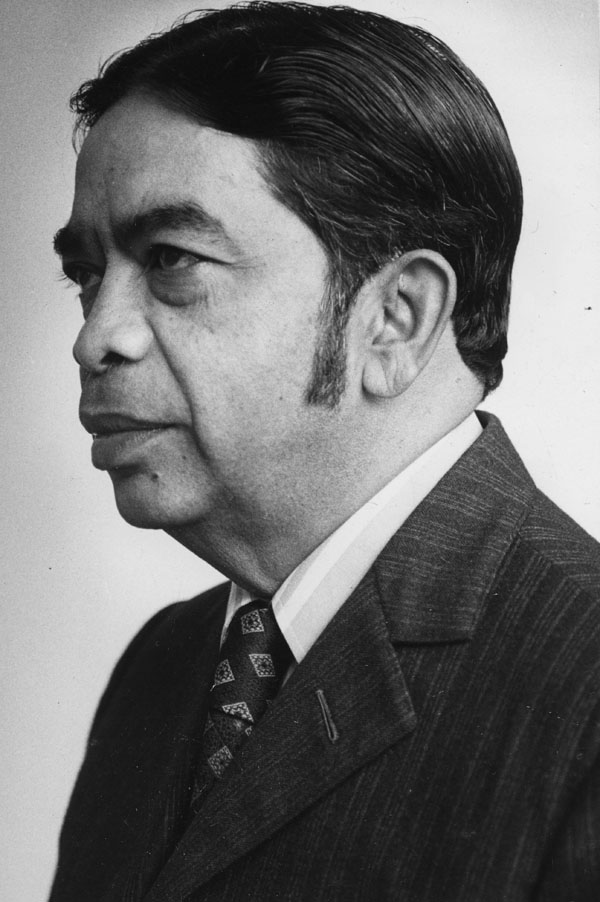
Veerasamy Ringadoo 1992
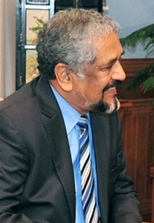
Cassam Uteem 1992-2002
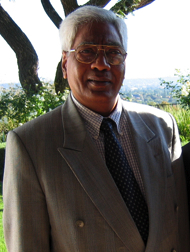
Karl Auguste Offmann 2002-2003
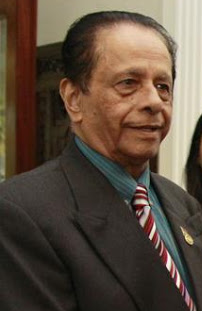
Anerood Jugnauth 2003-2012
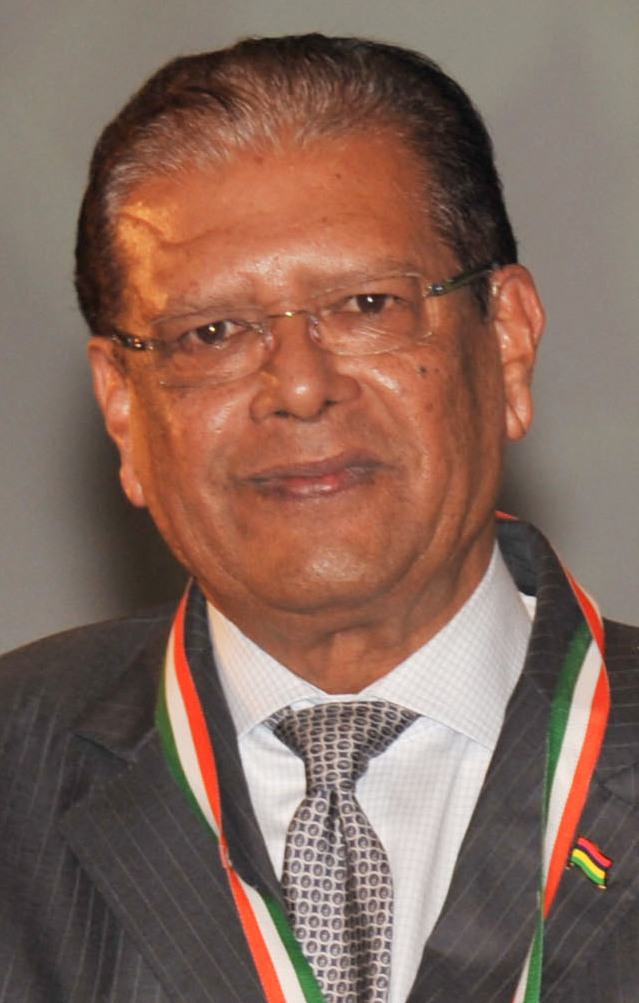
Kailash Purryag 2012-2015
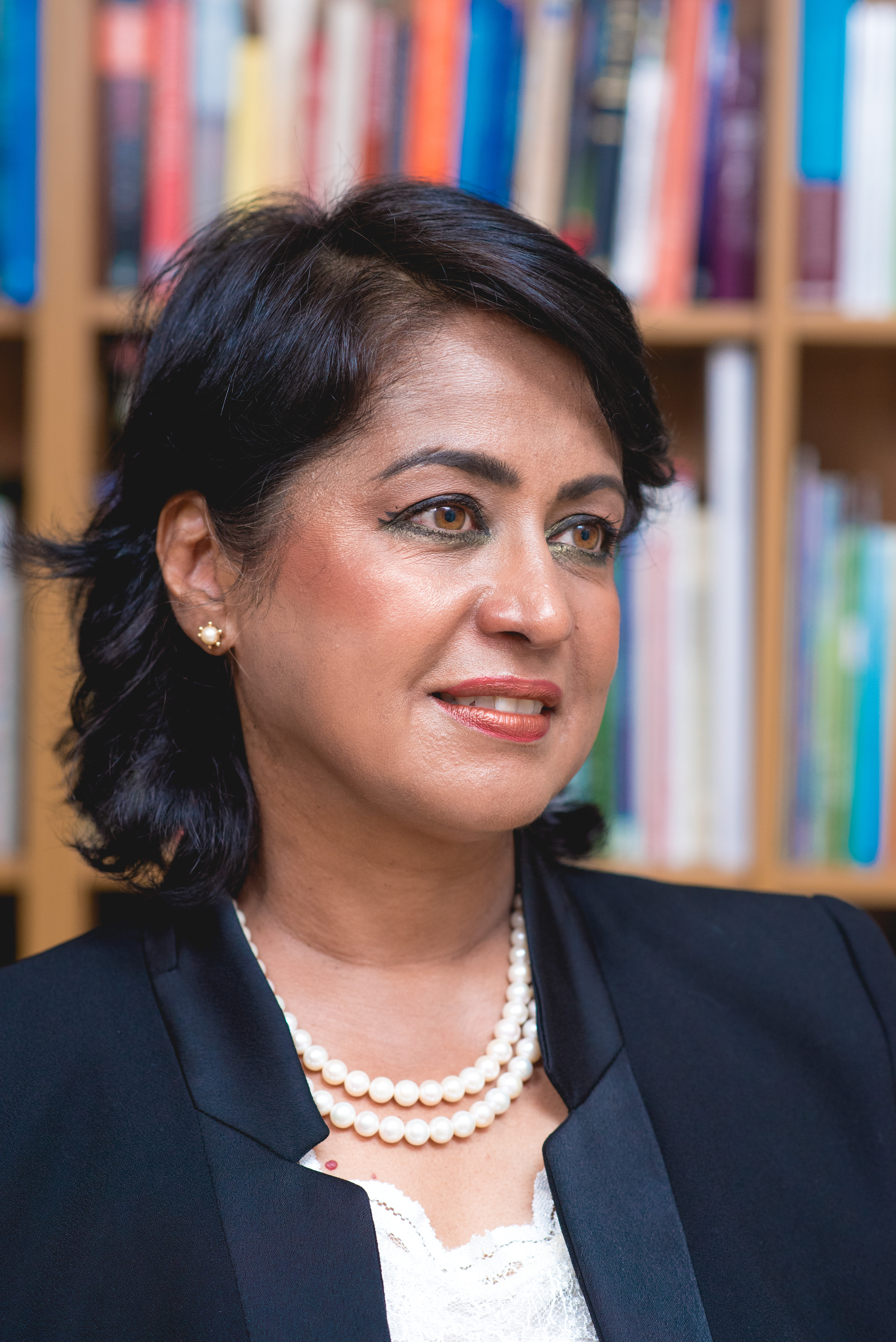
Ameenah Gurib-Fakim 2015-2018
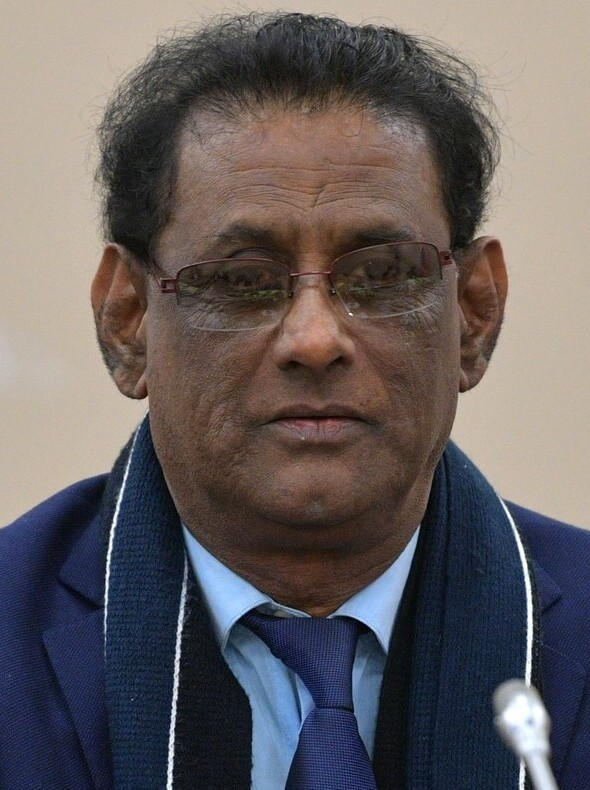
Barlen Vyapoory 2018-2019
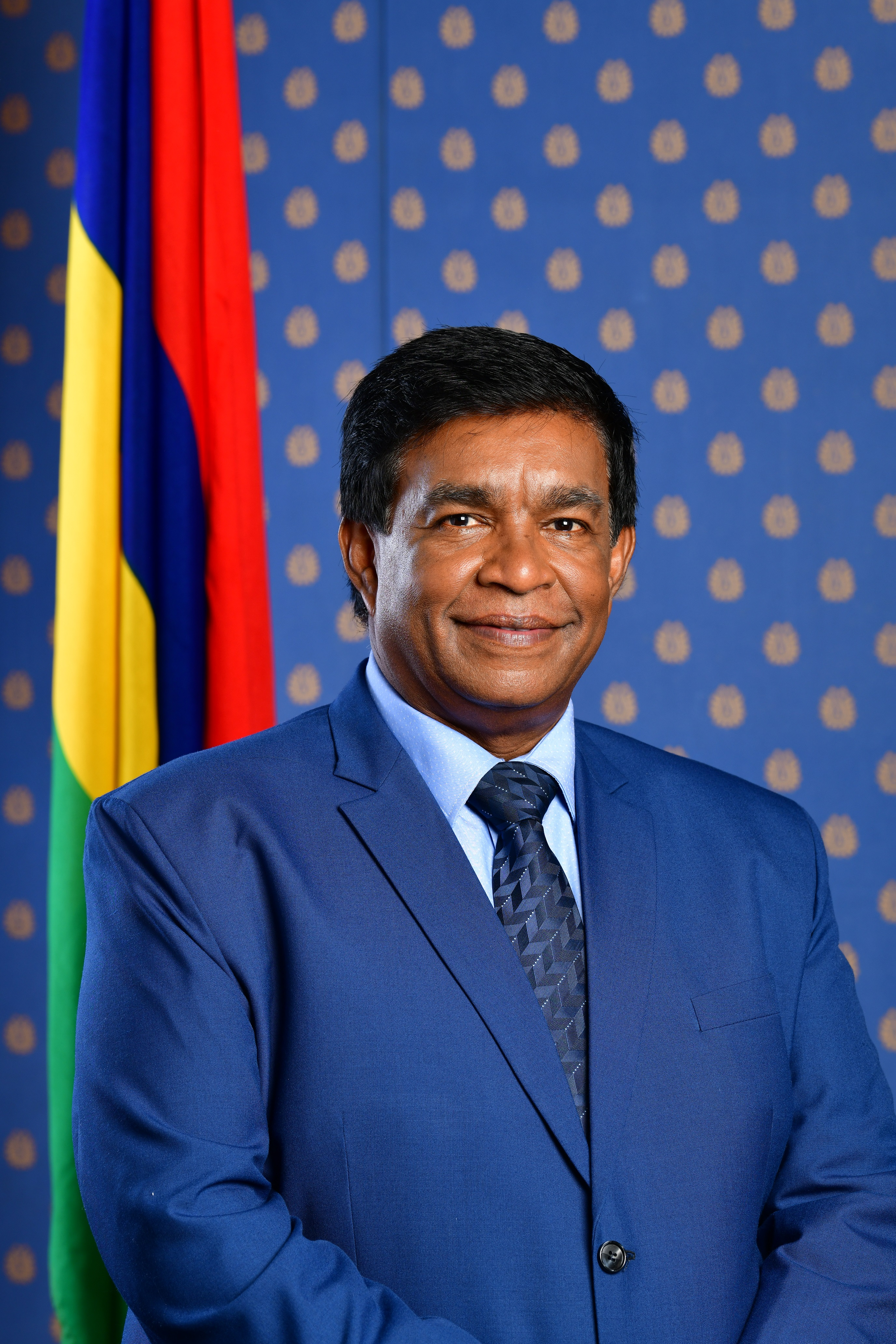
Prithvirajsing Roopun 2019-2024
Dharam Gokhool 2024-présent

Gouvernement
- Navin Ramgoolam
1995-2000
2005-2014
2024-présent
- Paul Bérenger
2003-2005
- Anerood Jugnauth
2000-2003
2014-2017
- Pravind Jugnauth
2017-2024

### Années 2000
Anerood Jugnauth redevient Premier ministre après les élections de septembre 2000, puis après trois ans, comme convenu, cède son poste à son allié du Mouvement militant mauricien, Paul Bérenger, dirigeant de la principale formation d'opposition de gauche depuis l'indépendance. Paul Bérenger reste Premier ministre pendant moins de deux ans, puis, dans une nouvelle alternance, Navin Ramgoolam revient au pouvoir pendant neuf ans et demi, jusqu'à décembre 2014, passant alors le relais à nouveau à Anerood Jugnauth, jusqu'à janvier 2017. Le 21 janvier 2017, il annonce sa démission lors d'une allocution télévisée. Il est remplacé par son fils, ministre des Finances Pravind Jugnauth. À la lignée des Ramgoolam succède ainsi celle des Jugnauth. Pravind Jugnauth remporte les législatives de 2019.
Le 22 mai 2019, l'Assemblée générale de l'ONU adopte une résolution demandant au Royaume-Uni de rétrocéder sous six mois à l’île Maurice l’archipel des Chagos. Ce délai a pris fin le 22 novembre 2019, sans que le Royaume-Uni se conforme à cette résolution, ni à l'avis consultatif formulé en février par la Cour internationale de justice (CIJ) demandant à Londres de mettre fin « dans les plus brefs délais » à son administration des Chagos.

### Années 2020
Le 15 janvier 2020, Pravind Jugnauth premier ministre des île Maurice, était à Londres pour assister à un sommet sur les investissements de la Grande-Bretagne en Afrique. Il s'est entretenu avec les chefs des gouvernements de l'Afrique du Sud, du Kenya, de Côte d'Ivoire et du Mozambique. Il a indiqué que : « Port-Louis étudiait la possibilité d’entamer des poursuites contre des responsables britanniques devant la Cour pénale internationale pour crime contre l’humanité ».
Le 3 octobre 2024, les gouvernements britannique et mauricien ont annoncé, dans une déclaration conjointe, le transfert de souveraineté de l'archipel à Maurice. L'île de Diego Garcia, où se trouve la base militaire de Camp Justice, était la seule exception à ce nouveau traité, l'administration étant cédée au Royaume-Uni par le gouvernement mauricien pour une période d'au moins 99 ans. Le 22 mai 2025, le Premier ministre britannique Kier Starmer signe l'accord formel sur le transfert de souveraineté des îles Chagos à l'île Maurice. Aux termes de l'accord, l'atoll stratégique de Diego Garcia et sa zone tampon de 38 kilomètres sont immédiatement rétrocédés au Royaume-Uni. Cet accord permet la poursuite de l'exploitation de la base conjointe anglo-américaine sur l'île pendant les 99 prochaines années, avec une prolongation de 40 ans et un droit de préemption ultérieur. L'île Maurice recevra du Royaume-Uni un loyer annuel de 165 millions de livres sterling pendant les trois premières années, puis de 120 millions de livres sterling par an pendant les dix années suivantes. Par la suite, ce paiement annuel de 120 millions de livres sterling sera indexé sur l'inflation.

## Chronologie
- XIVe siècle : des voyageurs arabes abordent l'île vers le début du siècle et donnent le nom de Tirakka à l'archipel des Mascareignes sans s'y établir.
- 1511 : découverte officielle de l'île par le Portugais Domingo Fernandez qui l'appelle Ilha do Cirne.
- 1598 : des Hollandais débarquent à leur tour sur l'île, qu'ils baptisent Mauritius en l'honneur du prince Maurice de Nassau, fils aîné de Guillaume d'Orange. C'est l'amiral Van Warwyck qui aborde l'île déserte avec ses cinq navires.
- 1615 : naufrage de deux navires de l'amiral Pieter Both qui meurt noyé.
- 1638, 1658 et 1664 : tentatives de colonisation de l'île, première introduction de la canne à sucre par les Hollandais en 1639[49] mais les cyclones, les maladies et les rats ont raison des colons.
- 1710 : départ des Hollandais. L'île n'a guère prospéré.
- 1715 : les Français, commandés par le capitaine Guillaume Dufresne d'Arsel, font la traversée depuis l'île Bourbon (aujourd'hui La Réunion) voisine pour prendre possession de l'île Maurice, qu'ils rebaptisent Isle de France.
- 1722 : la colonisation de peuplement de l'île commence. Les premières années sont douloureuses, les cyclones tropicaux font des ravages, la nourriture se périme très vite, des hommes meurent et des familles disparaissent.
- 1735 : la nomination du comte de La Bourdonnais au poste de gouverneur marque l'essor de l'île. Cet homme de poigne fonde la capitale Port-Louis. Il améliore les installations portuaires, fait construire le premier moulin à sucre, édifie un hôpital, et les routes font de notables progrès. C'est lui aussi qui réintroduit la canne à sucre, y acclimate le manioc, et lance l’industrie avec le sucre, le coton, et l’indigo.
- 1744 : naufrage historique du navire Saint-Géran au large de l'Île-de-France, où périt mademoiselle Caillou de Précourt (qui inspire à Bernardin de Saint Pierre son récit Paul et Virginie, paru en 1788).
- 1767 : Pierre Poivre, de la Compagnie royale, et ancien membre de la Compagnie des Indes, ami de La Bourdonnais, qui avait déjà séjourné dans l'île en 1746 y prend le 14 juillet 1767 ses fonctions de commissaire ordonnateur et intendant général, postes qu'il occupe six ans, jusqu'en 1773. Il introduit l'imprimerie. Il y acclimate les épices: girofle, muscade, poivre, cannelle, quatre-épices et y introduit ou réintroduit de nombreux arbres fruitiers : arbre à pain, letchi, manguier, badamier, mangoustanier, cacaoyer, longanier. Il fait de sa résidence de Mont-Plaisir un jardin luxuriant, qui deviendra le jardin de Pamplemousses, l'un des plus grands et l'un des plus beaux jardins botaniques du monde.
- 1789 : des colons se rallient à la Révolution, mais refusent en 1794 d'abolir l'esclavage dans l'île.
- 1810 : en août a lieu l'unique victoire navale française des guerres napoléoniennes à la bataille de Grand Port. Néanmoins, les Britanniques prennent l'île Maurice à la France le 3 décembre. Le traité de Paris (30 mai 1814) leur en concède officiellement la possession. Ils rebaptisent l'île Mauritius, mais laissent aux Franco-Mauriciens leur langue, leur religion catholique, leur système juridique et leurs plantations. Les Britanniques privilégient la culture de la canne à sucre et laissent de côté le coton, l’indigo, le café, et les épices.
- 1835 : fin de l'esclavage à Maurice. Des travailleurs venus de Chine et d'Inde, appelés « engagés », commencent à remplacer les anciens esclaves dans les champs de canne. La canne à sucre devient la raison d'être de l'île.
- 1864 : mort du père Jacques-Désiré Laval, apôtre de l'île Maurice.
- 1867 : une épidémie de malaria tue la moitié de la population de Port-Louis.
- 1901 : le mahatma Gandhi vient prôner les droits civiques dans la colonie britannique.
- 1936 : création du Parti travailliste mauricien (Labour Party) qui se fixe la défense des travailleurs comme objectif. Opposé au PMSD (qui représente la population blanche et créole), il devient très puissant dans les années 1950 sous la houlette de Sir Seewoosagur Ramgoolam et commence à militer pour l'indépendance.
- 1958 : instauration du suffrage universel.
- 1967 : le Labour Party obtient la majorité à l'Assemblée, obligeant le Royaume-Uni à envisager l'indépendance de l'île.
- 12 mars 1968 : l'île Maurice devient indépendante dans le cadre du Commonwealth. Sir Seewoosagur Ramgoolam est élu Premier ministre.
- 1976 : le pays bénéficie des accords de Lomé qui l'aident à se développer en vendant son sucre à des tarifs garantis avantageux.
- 1979 : béatification du père Jacques-Désiré Laval.
- 1982 : Ramgoolam perd les élections au profit de Sir Anerood Jugnauth.
- 1983 : cassure au sein du Mouvement militant mauricien. Anerood Jugnauth forme le Mouvement socialiste mauricien et gagne les législatives en s'alliant avec le Parti travailiste et le Parti mauricien social démocrate de Gaëtan Duval.
- 1986 : plusieurs députés mauriciens sont impliqués dans une affaire de trafic de stupéfiants.
- 1989 : visite officielle du pape Jean-Paul II qui se rend au tombeau du bienheureux Jacques-Désiré Laval.
- 1990 : visite à l'île Maurice du président François Mitterrand.
- 1992 : Maurice devient officiellement une république le 12 mars[37]. Elle est présidée par Sir Veerasamy Ringadoo jusqu'au 30 juin. Ensuite Cassam Uteem devient Président de la République.
- 1995 : Navin Ramgoolam, fils de Sir Seewoosagur Ramgoolam, est élu Premier ministre.
- 1997 : Cassam Uteem est réélu Président de la République.
- 1999 : la mort dans un commissariat du chanteur mauricien de seggae Kaya provoque des émeutes à Port-Louis. À l'origine, un probable sentiment d'exclusion de la communauté créole face au miracle économique.
- 2000 : élection d'Anerood Jugnauth comme Premier ministre.
- 2002 : Karl Auguste Offmann, d'origine créole, devient président de la République après la démission de Cassam Uteem à cause de conflits religieux.
- 2003 : Paul Bérenger, d'origine franco-mauricienne, devient le quatrième Premier ministre depuis l'indépendance et le premier Premier ministre non-hindou, à la suite de l'application de l'accord de Medpoint signé par le Mouvement socialiste mauricien d'Anerood Jugnauth et le Mouvement militant mauricien de Bérenger. En application de ce même accord, Anerood Jugnauth devient Président de la République.
- juillet 2005 : Navin Ramgoolam est réélu au poste de Premier ministre.
- 2012 : Kailash Purryag succède à Anerood Jugnauth au poste de Président de la République.
- 2014 : Sir Anerood Jugnauth devient Premier ministre et Xavier Duval vice-premier ministre à la suite des élections de décembre 2014. Les partis vainqueurs sont issus de la coalition MSM-PMSD-ML contre le PTR-MMM.
- 5 juin 2015 : Ameenah Gurib-Fakim devient présidente de la République.
- 2025 : Restitution de l'archipel des Chagos à l'état de Maurice, par la Grande-Bretagne.

## Histoire de Maurice au cinéma
- Ni chaînes ni maîtres, film français réalisé par Simon Moutaïrou, 2024.

#### 1550
- Esclavage à Maurice
- Engagisme à Maurice
- 1598-1718 : Maurice néerlandais (en), Gouverneur de Maurice néerlandais
- 1715-1810 : Île de France (Maurice), Gouverneur de l'Île de France
- 1810-1968 : Maurice britannique, Gouverneur de Maurice britannique
- 1968-1992 : Maurice (royaume du Commonwealth), Monarchie mauricienne, Gouverneur général de Maurice
- Bruce Greatbatch (1917-1989)

#### 1992
- Politique à Maurice, Premier ministre de Maurice
- Président de la république de Maurice, liste des chefs d'État de Maurice (1992-), vice-présidence
- Premier ministre de Maurice, vice-premier-ministre
- Émeutes ou désordres civils à Maurice (voir l'article en anglais)
- Archipel des Chagos, Chagossiens, Expulsion des Chagossiens (en) (1968-)
- Indianocéanisme

#### Pays voisins
- Histoire des Seychelles
- Histoire des Mascareignes
- Histoire de Rodrigues
- Histoire de La Réunion
- Esclavage à Madagascar, Esclavage aux Comores, Esclavage à Bourbon